# Clay megye (Mississippi)
Clay megye az Amerikai Egyesült Államokban, azon belül Mississippi államban található. Megyeszékhelye West Point. Lakosainak száma 18 636 fő (2020. április 1.). Clay megye Chickasaw, Monroe, Lowndes, Oktibbeha és Webster megyékkel határos.

## Népesség
A megye népességének változása:
| Lakosok száma | 20 558 | 20 496 | 20 428 | 20 408 | 20 048 | 18 636 |
|               | 2010   | 2011   | 2012   | 2013   | 2015   | 2020   |